# Čtyřkoly (przystanek kolejowy)
Čtyřkoly – przystanek kolejowy w miejscowości Čtyřkoly, w kraju środkowoczeskim, w Czechach. Znajduje się na linii 221 Praga – Benešov u Prahy, na wysokości 305 m n.p.m.. 

## Linie kolejowe
- 221: Praga – Benešov u Prahy